# Acmadenia obtusata
Acmadenia obtusata är en vinruteväxtart som först beskrevs av Carl Peter Thunberg, och fick sitt nu gällande namn av Bartl. & Wendl. f.. Acmadenia obtusata ingår i släktet Acmadenia och familjen vinruteväxter. Inga underarter finns listade i Catalogue of Life.